# アンドレア・ベネッティ
アンドレア・ベネッティ（伊: Andrea Benetti 1964年1月15日 - ）はイタリアの画家であり、2009年にヴェネツィア・カ・フォスカリ大学で開催された第53回ヴェネツィア・ビエンナーレに『ネオ洞窟壁画のマニフェスト』を出展した。

## 略歴
アンドレア・ベネッティはボローニャ生まれ。画家、写真家、デザイナーである。
ベネッティの芸術は、有史以前の人間が作り出した最初の芸術形態への直接ならびに間接の言及に触発されている。創造的な観点から様式の特徴まで洞窟壁画に見いだし、様式化した動物とモチーフの擬人化、幾何学的な図形と形状の抽象化（現代の機械文明の象徴など）、塊として配置した色彩を盛り込んで作品を制作した。アクリル絵の具と油彩にコーヒーやヘンナ、ココアやローゼルなど植物性顔料を使い浅浮き彫りや落書きなどの技法によって、同時代性が強調されている。
ベネッティの作品は、国内外の主要な美術コレクションに所蔵されている (国際連合、バチカン、イタリア大統領府など) 。2010年以降の主な展覧会に「起源の色と音」（2013年パラッツォ・ダクルシオ）、「VR60768・擬人化図」（2015年代議院議事堂）、「Pater Luminum」（2017年ガリポリ市立美術館）、「暴力に立ち向かう」（2017年パラッツォ・ダクルシオ）がある。

## 美術館とコレクション

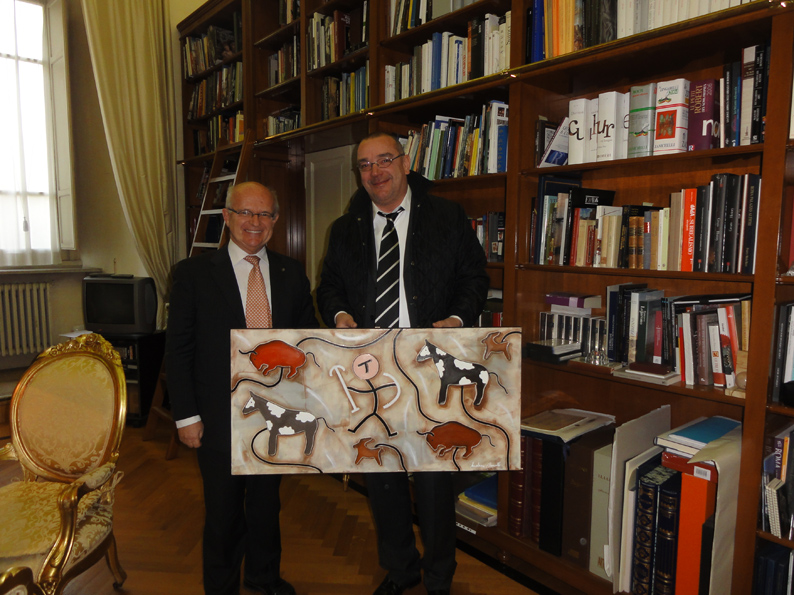
芸術遺産担当大臣ルイス・ゴダール教授（向かって左）とイタリア共和国大統領のクイリナーレ・アートコレクションの作品献呈式にて（2012年3月9日、ローマ）

ベネッティの作品はイタリア国内外の公私の美術館ならびに美術コレクション※に収められ、所蔵機関には以下を含む。
- 国際連合※ (アメリカ、ニューヨーク)[3]
- バチカン美術館 (バチカン市国)[3]
- M.A.C.I.A. - 南北アメリカにおけるイタリア現代アート美術館 (コスタリカ、サンホセ) [7][8]

イタリア
- イタリア大統領府※（ローマ、クイリナーレ宮殿) [3]
- イタリア議会代議院議事堂（ローマ、モンテチトーリオ宮殿)[9]
- オスヴァルド・リチーニ現代美術館 (アスコリ・ピチェーノ)[10]
- 近現代美術センター - CAMeC (ラ・スペツィア)[11]
- バーリ大学※(バーリ)[12][13]
- フェラーラ大学（英語版）※ (フェラーラ)[14]
- フランチェスコ・パオロ・ミケッティ美術館 (フランカヴィッラ・アル・マーレ)[2]
- ボルツァーノ近現代美術館 (ボルツァーノ)[15]
- ボローニャ近代美術館 - Mambo (ボローニャ)[16]
- レッチェ自治体※ (レッチェ)[17]

## 受賞歴
2006年に『ネオ洞窟壁画のマニフェスト』を制作し、第53回ヴェネツィア・ビエンナーレ（2009年）に出展した。
2020年、ボローニャ市「ネットゥーノ・ドーロ賞」を受賞。

## 主な著作
発行年順。
- Andrea Benetti、Silvia Grandi（2013年）Colori e suoni delle origini、ボローニャ、全86頁。展覧会図録。
- Andrea Benetti、Stefano Papetti（2014年）Dalla roccia alla tela - Il travertino nella pittura Neorupestre、アスコリ：Ascoli P.、全54頁。
- Andrea Benetti、Silvia Grandi（2014年）Il colore della luce、ボローニャ：Feltrinelli、全56頁。
- A. Benetti、S. Grandi、M. Peresani、M. Romandini、G. Virelli（2015年）VR60768 - anthropomorphic figure、ローマ、全80頁。展覧会図録。
- Andrea Benetti、Toti Carpentieri（2015年）Astrattismo delle origini、レッチェ：Castello Carlo V、全60頁。私家版。
- A. Benettiほか（2015年）Arte Neorupestre、モノグラフ、ボローニャ：エイナウディ、全208頁。イタリア語、英語、ISBN 9788890851315, 8890851317、OCLC 955751734。ネオ洞窟壁画の総論。
- Andrea Benetti、Fiorenzo Facchini、Fernando Lanzi、Gioia Lanzi（2016年）Andrea Benetti: Signum Crucis : Palazzo dell'ex Ospedale degli Innocenti, Sala ex Chiesa delle Putte. ボローニャ、全42頁。ISBN 9788899007157、OCLC 1045921742（イタリア語）。ボローニャ芸術祭 (Arte fiera Bologna  2016年1月29日–2月1日) に出展。
- A. Benetti、P. Fameli、A. Fiorillo、F. Fontana、M. Peresani、M. Romandini、I. Schipani、U. T. Hohenstein（2016年） PreHistoria Contemporanea、フェラーラ：La Feltrinelli、全64頁。図録。
- Maurizia Ratti. A. Benetti（序文）、P. Fameli、A. Marrone（2016年）Andrea Benetti: Omaggio alla pittura Rupestre、ラ・スペツィア：Museo del Castello di San Giorgio、全58頁。ISBN 9788899007232, 8899007233、OCLC 1046036800。会期は2016年8月11日–9月7日。
- Andrea Benetti、Silvia Grandi（2017年）Volti contro la violenza、ボローニャ：大学図書館、全40頁。

## 関連資料
- K. H. Keller、G. Rossi、R. Sabatelli（2008年）Andrea Benetti and Lanfranco Di Rico - September 2001、ジョンズホプキンズ大学ボローニャ校、全12頁。
- 複数の執筆者（2009年）Natura e sogni - Catalogo del Padiglione della 53.、ヴェネツィア：Umberto Allemandi & C.、全98頁。第53回ヴェネツィア・ビエンナーレ展の展示図録。
- 複数の執筆者（2009年）Esplorazione inconsueta all'interno della velocità、ボローニャ、全104頁。MACIA 美術館「Esplorazione inconsueta all'interno della velocità」展の展示図録。
- Andrea Benetti、Gregorio Rossi（2009年）Il Manifesto dell'Arte Neorupestre、ヴェネツィア：Umberto Allemandi & C.、全18頁。MACIA美術館「アンドレア・ベネッティ展」。
- Simona Gavioli（2009年）Andrea Benetti - B. P. Before Present、ボローニャ：Media Brain、全52頁。アンドレア・ベネッティ展の展覧会図録。
- Carlo Fabrizio Carli（2010年）Diorama Italiano - 61º Premio Michetti、フランカヴィッラ・アル・マーレ：Vallecchi、全202頁。第61回ミケッティ賞展、2010年7月24日-8月31日。受賞作『イタリアのジオラマ』
- C. Parisot、P. Pensosi（2010年）Portraits d'Artistes、ローマ：Edizioni Casa Modigliani、全72頁。
- 複数の執筆者（2011年）Andrea Benetti - La pittura Neorupestre、カルテリャーナ・グロッテ自治体（イタリア語版）主催、バーリ：La Repubblica、全58頁。
- D. Iacuaniello、C. Parisot、G. Rossi（2012年）M173 - Tracce apocrife  nell'arte contemporanea、ローマ：ペガソ欧州研究所、全70頁。
- G. Rossi、D. Scarfì（2012年）Il simbolismo nella pittura Neorupestre、シラキューズ：Mediabrain、全88頁。第53回ヴェネツィア・ビエンナーレ出展作のネオ洞窟壁画は『シラキューズ・ニュース』紙に告知された。